# Tytthonyx longior
Tytthonyx longior es una especie de coleóptero de la familia Cantharidae.

## Distribución geográfica
Habita en Puerto Rico.